# Mappa di calore

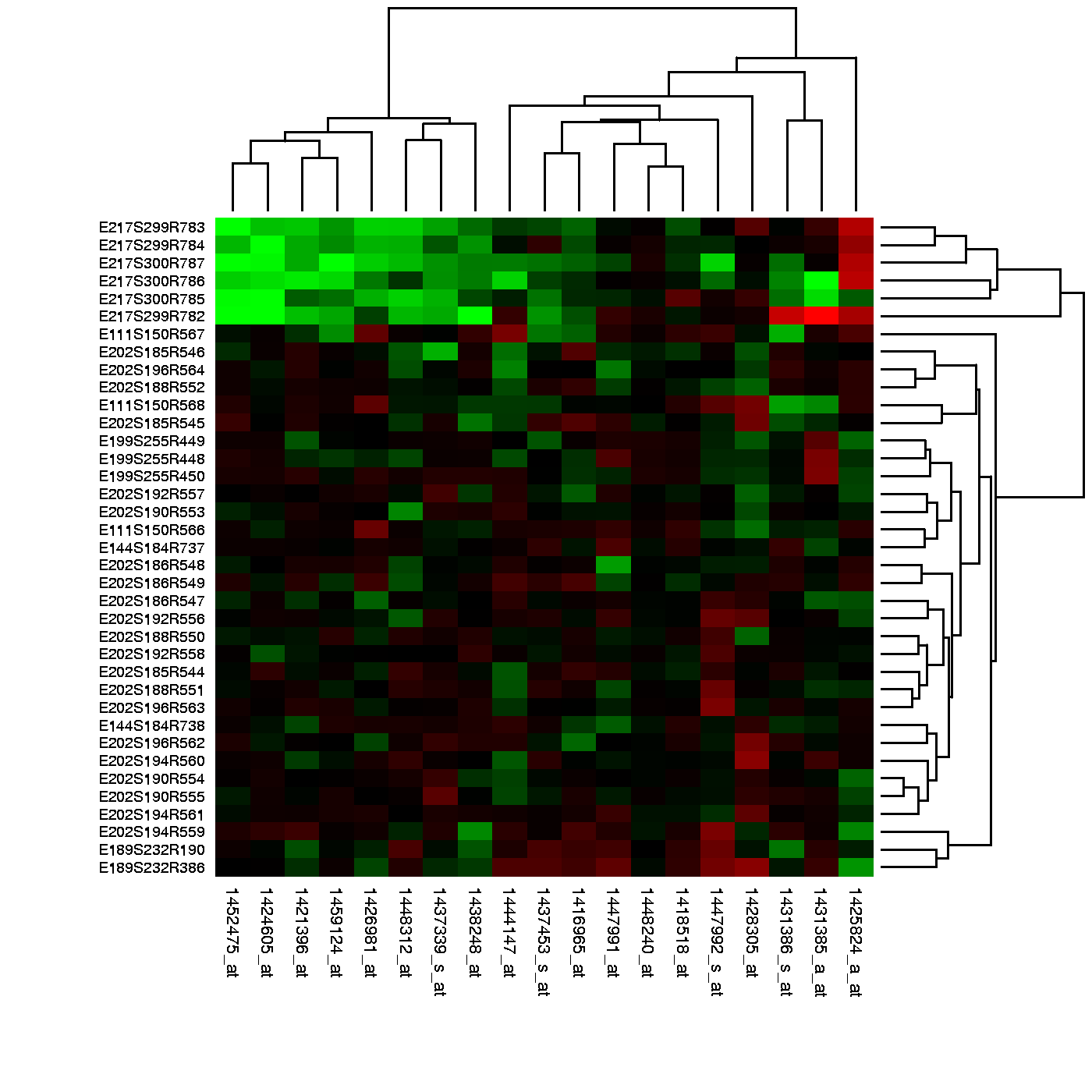
Mappa di calore generata da un microvettore di DNA che riflette i valori dell'espressione genica in diverse condizioni

La Mappa di calore (in inglese: heatmap) è una rappresentazione grafica dei dati dove i singoli valori contenuti in una matrice sono rappresentati da colori. Sia le mappe frattali che le mappe ad albero usano spesso simili sistemi di codificazione del colore per rappresentare i valori presi da una variabile in una gerarchia.
Il termine è anche usato per intendere una sua applicazione tematica come la mappa coropletica.

## Tipi
- Mappa di calore web
- Mappa di calore biologica
- Mappa alberata (treemap) con una partizione gerarchica 2D dei dati che raggruppano visivamente una mappa di calore
- Un grafico a mosaico è una mappa di calore piastrellata per rappresentare una tabella di data a 2 vie o più. Come le mappe alberate, le regioni rettangolari del grafico a mosaico sono organizzate gerarchicamente.

## Implementazioni software
- R Statistics
- Gnuplot
- Google Docs
- SAP Business Objects Web Intelligence
- SAP Lumira
- Qlucore
- Maptitude

## Esempi

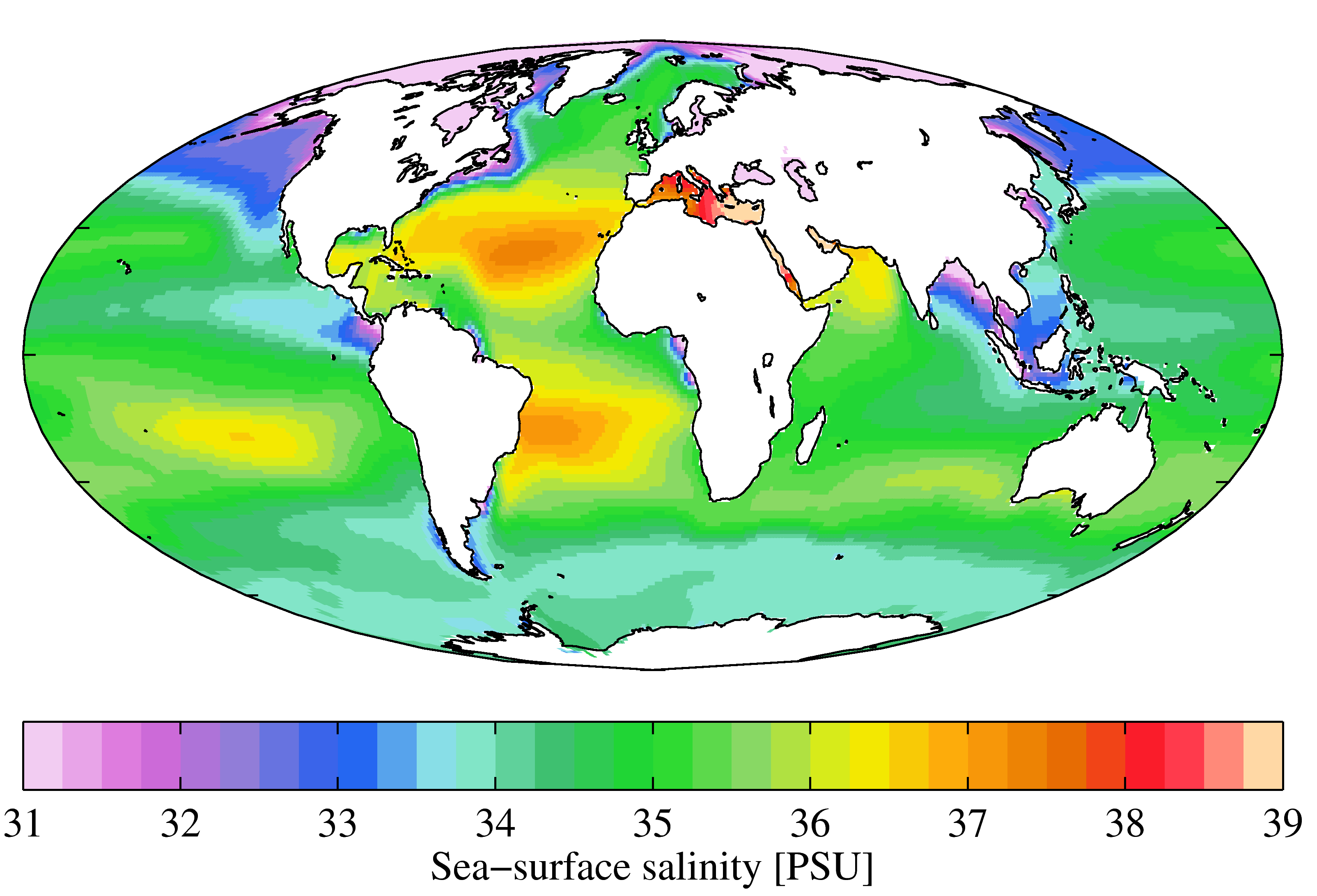
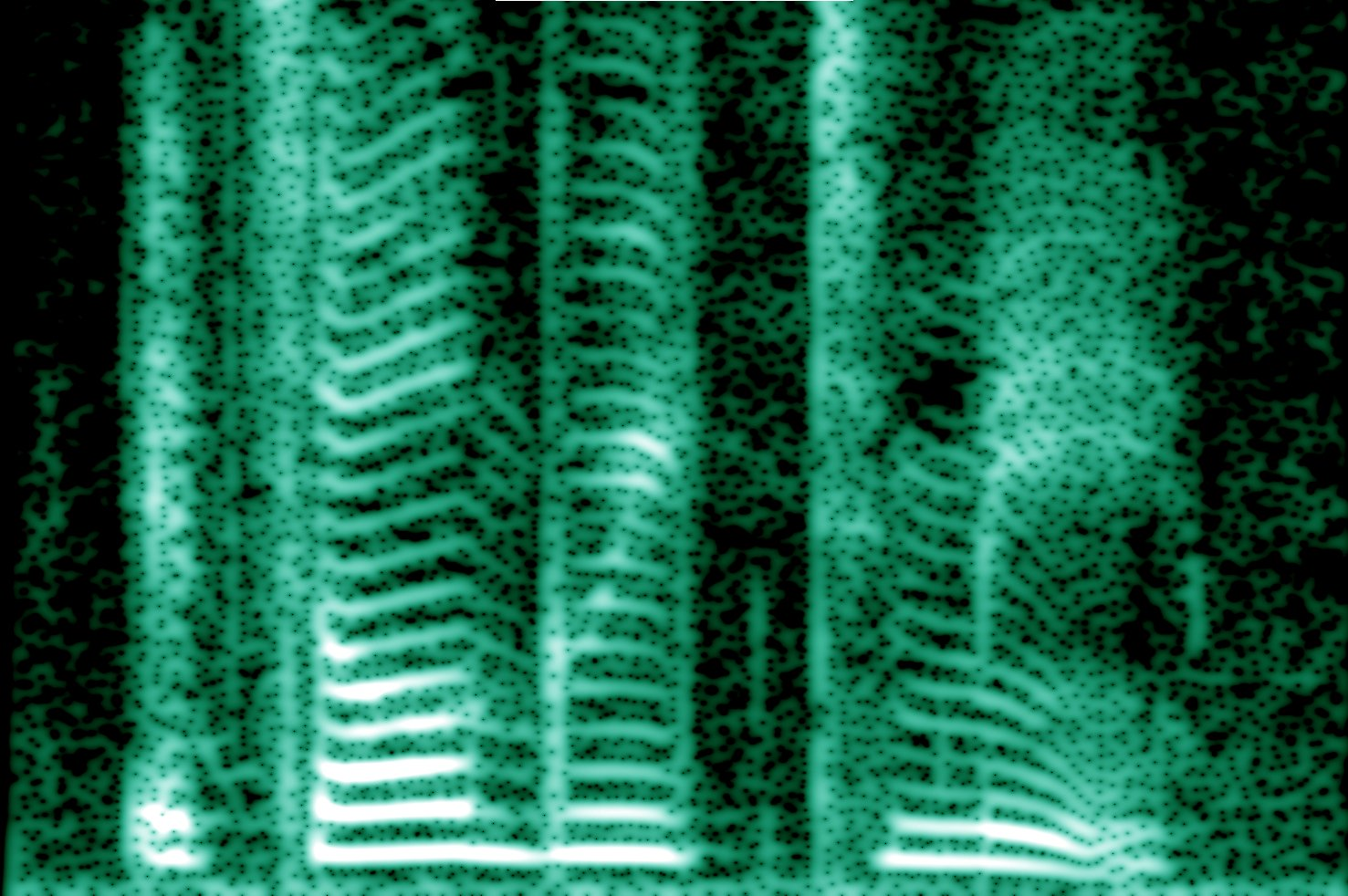
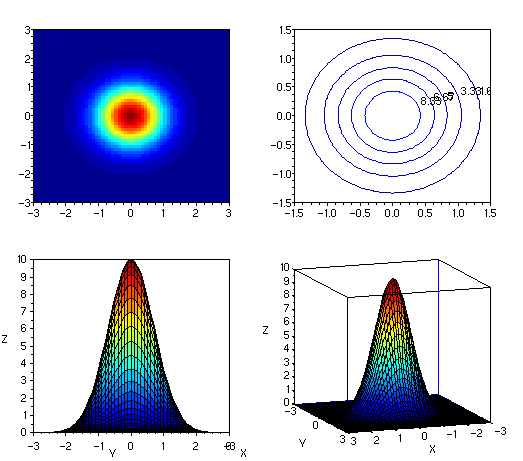
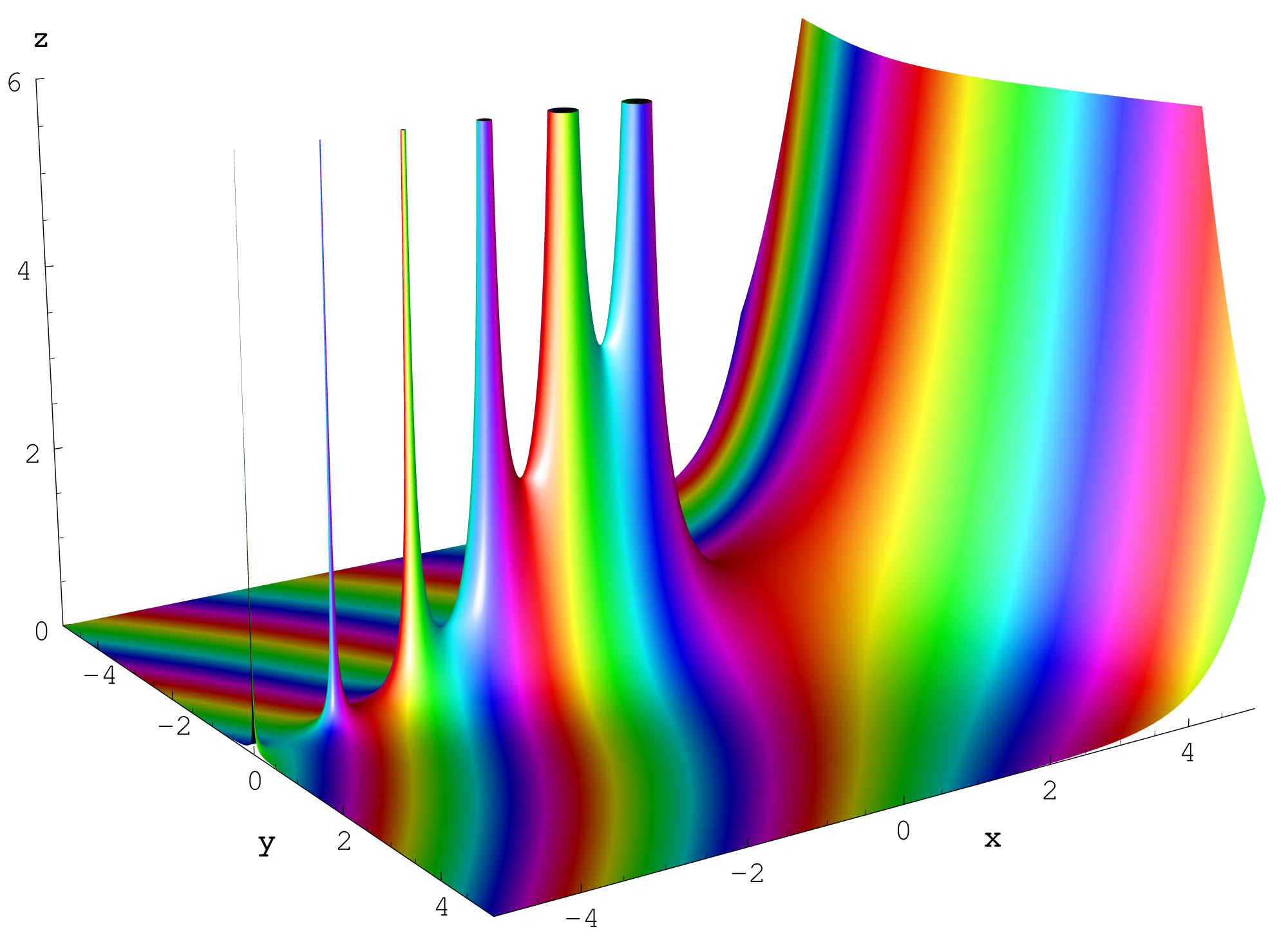